# Koninklijke Antwerpse Zwemclub Scaldis
Il Koninklijke Antwerpse Zwemclub Scaldis, abbreviato anche con KAZSc, è una società pallanuotistica belga. Essa è nata nel 1999 dalla fusione tra le due principali società di Anversa, il Koninklijke Antwerpse Zwemclub e il Koninklijke Zwemclub Scaldis.

## Storia
Nella sua breve storia il club nato dalla fusione ha conquistato tre Coppe del Belgio, una nel 2000, una nel 2003 e una nel 2019

## Rosa
| N° |                    | Ruolo | Giocatore       |
| -- | ------------------ | ----- | --------------- |
| 6  | Belgio (bandiera)  | D     | Niels Bus       |
| 2  | Belgio (bandiera)  | A     | Greg Heirman    |
| 12 | Belgio (bandiera)  | D     | Nikola Jakić    |
| 13 | Francia (bandiera) | P     | Frederic Leon   |
| 8  | Belgio (bandiera)  | A     | Oskar Maksymiuk |
| 10 | Belgio (bandiera)  | D     | Igor Maksymiuk  |
| 11 | Croazia (bandiera) | CB    | Toni Opačak     |

| N° |                   | Ruolo | Giocatore            |
| -- | ----------------- | ----- | -------------------- |
| 7  | Belgio (bandiera) | A     | Nick Poelmans        |
| 1  | Belgio (bandiera) | P     | Dries Stoot          |
|    | Belgio (bandiera) | A     | Victor Thomas        |
| 4  | Belgio (bandiera) | D     | Bo Tignol            |
| 3  | Belgio (bandiera) | D     | Elko van den Broucke |
| 5  | Belgio (bandiera) | A     | Jay Van Hoey         |
| 9  | Belgio (bandiera) | A     | Kevin Vervoort       |

## Staff
- Allenatore:  Jorn Dams
- Vice Allenatore:  Danny Evens
- Vice Allenatore:  Dimitri Bernaerts
- Responsabile Ufficio Stampa:  Guido Smit
- Presidente:  Patrick Van Ginneken

## Palmarès

### Competizioni nazionali
- Campionato belga: 23 KAZC (Koninklijke Antwerpse ZwemClub)

1924, 1925, 1926, 1928, 1930, 1932, 1934, 1950, 1951, 1952, 1955, 1956, 1959, 1960, 1962, 1970, 1971, 1972, 1976, 1982, 1985, 1986, 1987
- Campionato belga: 3 KZSA (Koninklijke Zwemclub Scaldis Antwerpen)

1973, 1974, 1975
- Campionato belga: 1 KAZSc (Koninklijke Antwerpse Zwemclub Scaldis)

2018
- Coppa del Belgio: 1 KAZC (Koninklijke Antwerpse ZwemClub)

1990,
- Coppa del Belgio: 4 KAZSc (Koninklijke Antwerpse Zwemclub Scaldis)

2000, 2003, 2019, 2022